# Heinz Schneider (Tischtennisspieler)

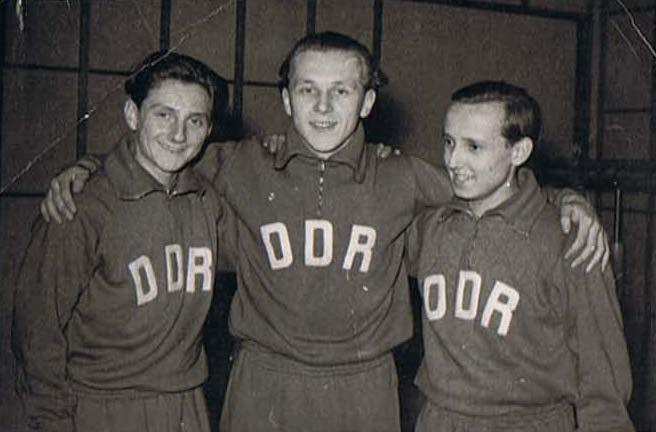
(von links nach rechts) Helmut Hanschmann, Heinz Schneider und Heinz Reimann beim Länderkampf DDR – Rumänien (5:4) 1953 in Bukarest

Heinz Schneider (* 12. Oktober 1932 in Mühlhausen, Provinz Sachsen; † 20. August 2007 ebenda) war einer der erfolgreichsten deutschen Tischtennisspieler.
Zwischen 1950 und 1961 gewann Schneider sechs Mal die DDR-Meisterschaft im Einzel und sechs Mal im Doppel. Auch international war er aktiv und nahm an acht Weltmeisterschaften teil. Sein größter Erfolg war 1957 der 3. Platz im Einzel. Damit gewann er als erster Deutscher nach dem Zweiten Weltkrieg eine Medaille im Tischtennis. Auch der 4. Platz mit dem DDR-Team 1961 – noch vor der Bundesrepublik – bedeutete einen Triumph. Insgesamt bestritt er 26 Länderspiele für Gesamtdeutschland und mehr als 100 Länderspiele für die DDR.

## Leben
Schneiders Karriere begann Anfang 1948, bei den deutschen Jugendmeisterschaften in Lauterbach (Hessen), wo er früh ausschied.
Im November 1950 nahm Schneider in Leipzig am ersten Wettkampf zwischen der Bundesrepublik und der DDR teil. Er verlor gegen Jupp Schlaf, gewann aber gegen Heinz Raack und Rudi Piffl. Die Bundesrepublik siegte mit 6:3. 1954 fand in Bayreuth ein Wettkampf zwischen Bayern und Thüringen um den Deutschlandpokal statt. Dabei gewann Schneider gegen Conny Freundorfer.
Anschließend folgten Teilnahmen an den nationalen Meisterschaften und den Weltmeisterschaften und 1957 die Bronzemedaille bei der Tischtennis-Weltmeisterschaft in Stockholm. Hier besiegte er nacheinander Robert Saul (Frankreich), Waldemar Roslan (Polen), Josef Sedelmeier (Österreich), Toma Reiter (Rumänien) und Toshihiko Miyata (Japan). Danach unterlag er dem späteren Weltmeister Toshiaki Tanaka (Japan). 1961 verabschiedete Schneider sich vom internationalen Sport. Bei der Weltmeisterschaft in Peking gewann er gegen Conny Freundorfer, Wolfgang Prandke und Martin Ness.
Schneider spielte von 1946 bis 1955 bei Blau Weiß Mühlhausen, der Verein wurde später in Post SV Mühlhausen 1951 umbenannt. Danach wechselte er unfreiwillig für 2 Jahre zum Verein SC Motor Berlin, wonach er 1957 wieder zu Post Mühlhausen zurückkehrte. Hier spielte er bis in die 1970er Jahre in der Mannschaft und belegte 1970 in der 2. Liga den 2. Tabellenplatz.
1989 geriet Schneider noch einmal ins Rampenlicht. Der Deutsche Tischtennis-Bund DTTB hatte ihn zusammen mit Gaby Orgis-Geißler zu den Weltmeisterschaften nach Dortmund eingeladen. Der DTSB der DDR verweigerte zunächst die Ausreise. Daraufhin beschwerte sich Schneider per Brief bei dem für den Sport zuständigen SED-Politbüro-Mitglied Egon Krenz. Auf westlicher Seite setzte sich der Fraktionsvorsitzende der FDP Wolfgang Mischnick mit Erfolg für die Ausreise von Schneider und Orgis-Geißler ein. Von 1991 bis 1993 arbeitete Schneider im Vorstand des DTTB als Vertreter der neuen Bundesländer.
Schneider war von Beruf Postangestellter und verheiratet. Seine Frau Brigitte spielt auch Tischtennis und ist dabei regional recht erfolgreich. Im Juli 2004 nahm sie an der Europameisterschaft der Senioren in Courmayeur (Italien) teil. Im Doppel belegte sie mit Margarete Köngeter (TV Reichenbach) den ersten Platz.
Schneider starb 2007 nach langer schwerer Krankheit in Mühlhausen.

## Auszeichnungen
1953 wurde Heinz Schneider mit dem Ehrentitel Meister des Sports ausgezeichnet. 1955 verlieh Jupp Schlaf inoffiziell ihm (und Astrid Horn) die goldene Ehrennadel des Deutschen Tisch-Tennis-Bundes. Am 12. Oktober 2002 wurde Schneider die Ehrenbürgerwürde der Stadt Mühlhausen verliehen. Ferner erhielt er 1998 den Georg von Opel-Preis.

## Erfolge
- Weltmeisterschaften
  - 1951 in Wien: Viertelfinale im Mixed, Mitglied des deutschen Teams (10. Platz)
  - 1952 in Bombay: Viertelfinale im Doppel (mit Rudi Piffl), Mitglied des deutschen Teams (9. Platz)[3]
  - 1953 in Bukarest: Mitglied des deutschen Teams (7. Platz)
  - 1954 in Wimbley: Mitglied des deutschen Teams (10. Platz)
  - 1955 in Utrecht: Mitglied des deutschen Teams (9. Platz)
  - 1957 in Stockholm: 3. Platz Einzel, Mitglied des deutschen Teams (9. Platz)
  - 1959 in Dortmund: Mitglied des DDR-Teams (17. Platz)
  - 1961 in Peking: Mitglied des DDR-Teams (4. Platz)

- Europameisterschaften
  - 1958 in Budapest: Mitglied des DDR-Teams (11. Platz)
  - 1960 in Zagreb: Viertelfinale im Doppel, Mitglied des DDR-Teams (7. Platz)

- Internationale Meisterschaften
  - 1956 Schweiz: 2. Platz Doppel
  - 1958 Frankreich: 2. Platz Doppel
  - 1960 Österreich: Halbfinale Einzel
  - 1961 Polen: 2. Platz Mixed

- Nationale deutsche Meisterschaften
  - 1952 in Berlin – 1. Platz Einzel, 1. Platz Doppel mit Rudi Piffl, 1. Platz Mixed mit Astrid Horn
  - 1953 in Herford – 3. Platz Einzel
  - 1954 in Berlin-Ost – 3. Platz Doppel mit Rudi Piffl, 3. Platz Mixed mit Hannelore Imlau

- DDR-Meisterschaften
  - 1950 in Weimar – 1. Platz Einzel, 1. Platz Doppel mit Oskar Freytag, 1. Platz Mixed mit Hannelore Hanft
  - 1951 in Magdeburg – 1. Platz Einzel, 1. Platz Doppel mit Oskar Freytag, 1. Platz Mixed mit Astrid Horn
  - 1952 in Chemnitz – 2. Platz Einzel, 1. Platz Doppel mit Oskar Freytag, 2. Platz Mixed mit Astrid Horn
  - 1954 in Leipzig – 1. Platz Einzel
  - 1955 in Thale – 2. Platz Einzel
  - 1956 in Dessau – 2. Platz Einzel
  - 1957 in Zwickau – 2. Platz Doppel mit Lothar Pleuse, 2. Platz Mixed mit Monika Wiskandt
  - 1958 in Leuna – 1. Platz Einzel, 1. Platz Doppel mit Lothar Pleuse, 1. Platz Mixed mit Monika Wiskandt
  - 1959 in Magdeburg – 1. Platz Einzel
  - 1960 in Gera – 1. Platz Doppel mit Lothar Pleuse, 1. Platz Mixed mit Christa Bannach
  - 1961 in Schwerin – 1. Platz Einzel, 1. Doppel mit Lothar Pleuse
  - 1962 in Karl-Marx-Stadt – 2. Platz Doppel mit Lothar Pleuse

- DDR-Mannschaftsmeisterschaft
  - 1956 1. Platz mit SC Motor Berlin
  - 1957 1. Platz mit SC Motor Berlin

- Nationale deutsche Seniorenmeisterschaften
  - 1982 in Schwalmstadt Altersklasse – 2. Platz Doppel mit E. von Löwenstein
  - 1984 in Bad Schwartau Ü50 – 1. Platz Doppel mit J. Mülleneisen

- Verschiedene Ranglisten
  - 1957 – 14. Platz in der ITTF-Weltrangliste
  - 1957 – 7. Platz in der europäischen Rangliste ETTU

## Turnierergebnisse
| Verband | Veranstaltung       | Jahr | Ort       | Land | Einzel     | Doppel        | Mixed         | Team |
| ------- | ------------------- | ---- | --------- | ---- | ---------- | ------------- | ------------- | ---- |
| GDR     | Europameisterschaft | 1960 | Zagreb    | YUG  |            | Viertelfinale |               |      |
| GDR     | Weltmeisterschaft   | 1961 | Peking    | CHN  | letzte 128 | letzte 32     | letzte 32     | 4    |
| GDR     | Weltmeisterschaft   | 1959 | Dortmund  | FRG  | letzte 32  | letzte 128    | letzte 64     | 17   |
| GER     | Weltmeisterschaft   | 1957 | Stockholm | SWE  | Halbfinale | letzte 32     | letzte 32     | 5    |
| GER     | Weltmeisterschaft   | 1955 | Utrecht   | NED  | letzte 32  | letzte 64     | letzte 32     | 9    |
| GER     | Weltmeisterschaft   | 1954 | Wembley   | ENG  | letzte 32  | letzte 64     | keine Teiln.  | 11   |
| GER     | Weltmeisterschaft   | 1953 | Bukarest  | ROU  | letzte 32  | letzte 64     | keine Teiln.  | 7    |
| GER     | Weltmeisterschaft   | 1952 | Bombay    | IND  | letzte 64  | Viertelfinale | letzte 32     | 9    |
| GER     | Weltmeisterschaft   | 1951 | Wien      | AUT  | letzte 128 | Qual          | Viertelfinale | 10   |